# Christina Stinnett
Christina Stinnett   () (més coneguda com a «Kiki») és una activista pels drets de les dones del Estats Federats de Micronèsia, i la presidenta del Consell de Dones de Chuuk (CWC), format per les líders de 60 organitzacions de dones dins de l'estat de Chuuk, als Estats Federats de Micronèsia.

## Biografia
Stinnett va establir la primera agència de viatges a Chuuk el 1984 i posseeix un hotel amb un restaurant i instal·lacions per a fer submarinisme. El Consell de Dones de Chuuk (CWC) es va establir a finals de la dècada del 1980, i intenta educar i capacitar les dones en diversos temes de dones com el lideratge, l'educació i la salut, i la preservació de la cultura. Stinnett va ser nomenada presidenta del Consell, i també es troba a la Junta directiva de la Societat de Conservació de Chuuk, la Junta Estatal d'Educació Chuuk i la FSM Women in Business Network, de la qual és la vicepresidenta de la seva aliança d'ONGs. A l'octubre de 2014, Stinnett va ser una de les 300 persones convidades a assistir a la 3a Conferència de Dones dels Estats Federats de Micronèsia, celebrat a Kolonia, Pohnpei.
El 2011, Stinnett va ser nomenada per la campanya 100 Women del Departament d'Estat dels Estats Units d'Amèrica en la seva campanya de 100 anys/100 dones per commemorar el 100è aniversari del Dia Internacional de la Dona. També ha estat nomenada per les Comunitats del Pacífic com una de les «70 dones inspiradores del Pacífic».